# DeBreuck Glacier
DeBreuck Glacier är en glaciär i Antarktis. Den ligger i Östantarktis. Nya Zeeland gör anspråk på området. DeBreuck Glacier ligger 1 176 meter över havet.
Terrängen runt DeBreuck Glacier är kuperad söderut, men norrut är den bergig. Trakten är obefolkad. Det finns inga samhällen i närheten. 